# Ушкарасу (Жаркаїнський район)
Ушкарасу́ (каз. Үшқарасу) — село у складі Жаркаїнського району Акмолинської області Казахстану. Адміністративний центр та єдиний населений пункт Ушкарасуської сільської адміністрації.
Населення — 247 осіб (2021; 310 у 2009, 706 у 1999, 1060 у 1989).
Національний склад станом на 1989 рік:
- казахи — 43 %;
- росіяни — 24 %.

У радянські часи село називалось Совхоз Шолакшандицький.